# جدعون واجا
جدعون واجا (بالإنجليزية: Gideon Waja)‏ هو لاعب كرة قدم غاني في مركز الوسط، ولد في 15 ديسمبر 1996 في أكرا في غانا. لعب مع Toronto FC II ‏.